# Быканов, Василий Фёдорович
Василий Фёдорович Быканов (1884 — после 1920) — подполковник 130-го пехотного Херсонского полка, герой Первой мировой войны, участник Белого движения.

## Биография
Из крестьян Курской губернии. Среднее образование получил в Обоянском трехклассном уездном училище.
В 1908 году окончил Чугуевское пехотное юнкерское училище, откуда выпущен был подпоручиком в 130-й пехотный Херсонский полк. Произведен в поручики 15 ноября 1911 года.
В Первую мировую войну вступил в должности командира роты. Пожалован Георгиевским оружием
За то, что утром 7 октября 1914 года, за р. Сан, у м. Рудники, атаковал высоту, имевшую важное для нас значение. Личным примером довел свою роту до штыкового удара и выбил противника в превосходных силах под губительным огнем. Высоту прочно закрепил за собой.
Удостоен ордена Св. Георгия 4-й степени
За то, что в бою 13 декабря 1914 года у с. Щепановице, командуя ротой и получив приказание овладеть сильно укрепленной высотою, под сильным ружейным и пулеметным огнем противника, подвергая свою жизнь явной опасности, повел роту в штыки, первым вскочил в окоп, и, увлекая за собою нижних чинов, захватил с боя 2 действовавших пулемета, которые представил начальству. Преследуя далее разбитого противника, взял несколько сот пленных и, овладев участком неприятельской позиции, утвердился на нем.
Произведен в штабс-капитаны 2 января 1916 года «за выслугу лет», в капитаны — 9 июня того же года, в подполковники — 5 мая 1917 года.
В Гражданскую войну участвовал в Белом движении в составе Вооруженных сил Юга России. В 1919 году был комендантом Харькова, полковник. С 14 ноября 1919 года назначен командиром 14-го пехотного Олонецкого полка. После 1920 года — в эмиграции. Дальнейшая судьба неизвестна.

## Награды
- Орден Святой Анны 4-й ст. с надписью «за храбрость» (ВП 30.03.1915)
- Георгиевское оружие (ВП 11.04.1915)
- Орден Святого Владимира 4-й ст. с мечами и бантом (Дополнение к ВП 1.05.1915)
- Орден Святого Георгия 4-й ст. (ВП 20.11.1915)
- Орден Святого Станислава 2-й ст. с мечами (ВП 17.11.1916)